# Joint Meteorologische Groep
De Joint Meteorologische Groep (JMG) maakt deel uit van het CLSK en is een onderdeel van het Nederlandse Ministerie van Defensie. Het ontstond op 13 oktober 2011 na een fusie tussen de toenmalige Luchtmacht Meteorologische Groep en de Meteorologische Dienst van de marine.
De JMG is gevestigd op Vliegbasis Woensdrecht en heeft als hoofdtaak het maken van weersverwachtingen t.b.v. de Nederlandse krijgsmacht. Indien noodzakelijk wordt personeel van de JMG mee uitgezonden ter ondersteuning van een oefening of uitzending.

## Geschiedenis
Al vroeg kwam men tot de conclusie dat de kennis over het weer en de weersverwachting voor de militaire luchtvaart belangrijk was. Slecht weer had in het verleden grote invloed op de uitvoerbaarheid van vliegoperaties en in reactie daarop werden alle vliegbases vanaf 1946 uitgerust met een lokale meteodienst. Informatie werd betrokken van het KNMI. Tevens was in 1946 het Meteorologisch Detachement LSK (METEODET) in De Bilt opgericht. Dit verzorgde de opleidingen voor de meteorologen, gaf adviezen, regelde de verstrekking van de benodigde meetinstrumenten en coördineerde de aanvraag van behoeften voor de meteo dienst. Voor de opleidingen was deze eenheid sterk afhankelijk van de steun van het KNMI.
In 1953 werd de naam van het METEODET i.v.m. personeelsuitbreiding gewijzigd in Luchtmacht Opleidingen Meteorologisch Squadron (LOMS).
In 1958 gebeurde dit opnieuw i.v.m. de scheiding van taken (meteo opl/meteo ops) en wel in: Luchtmacht Meteorologisch Squadron (LMS).
Het besef dat voor een goede uitvoering van militaire vliegoperaties de meteorologische informatie onontbeerlijk was groeide snel en - hiermee samengaand - ook de noodzaak dat de meteorologische dienst zich onafhankelijk van het KNMI moest opstellen.
Daarom werden het toenmalige LMS en het Centrale Verkeersleidings en Verbindings (CVV) Squadron in 1960 verenigd en verplaatst naar de oude Rossinibunker in Hilversum en in 1961 kreeg de LMS officieel de naam: Luchtmacht Meteorologisch Centrum (LuMetC).
De periode 1960-1970 kenmerkte zich door snel voortschrijdende techniek en de hiermee samenvallende vele technische systeemwijzigingen. In 1974 zat een meteo-detachement, de Meteo Voorlichtings en Verbindingsgroep (MVV), permanent ter ondersteuning van de luchtverkeersleiding in Nieuw Milligen. Deze groep maakte echter gebruik van het verbindingsnetwerk in de Rossinibunker, dat viel onder de 2e Luchtmacht Verbindings Groep (2LVG).
In 1974 werden 2LVG en de MVV-Groep gecombineerd onder de naam Luchtmacht Verbindings en Meteorologische Groep (LVMG). Hierin waren de taken van het toen nieuwe Luchtmacht TelecommunicatieStelsel (LuTelS), het Luchtmacht Meteorologisch Centrum (LuMetC), de technische en de basisdiensten verenigd.
Vanwege de bezuinigingen op het defensie-budget in de jaren 1980 en de plannen om het functie-bestand te verminderen, streefde men naar grotere efficiency. Hiertoe moesten de Meteo- en Verbindings delen worden gespltst. Toenmalige NAVO besluitvorming bepaalde dat meteo elementen die deel uitmaakten van de slagkracht van de luchtmacht (z.g. mission essentials), moesten worden ondergebracht in hardened facilities (bunkers). Deze faciliteiten kwamen nu op Vliegbasis Woensdrecht beschikbaar omdat de plaatsing van kruisraketten door het INF-verdrag inmiddels was verhinderd.
In 1992 werd het LuMetC in zijn geheel overgeplaatst naar de Vliegbasis Woensdrecht en hernoemd tot Luchtmacht Meteorologische Groep (LMG).
In 2011 fuseerde de LMG met de meteorologische afdeling van de Hydrografische Dienst van het CZSK tot de huidige Joint Meteorologische Groep.

## Taken en organisatie
De hoofdtaak van de JMG is het maken van weersverwachtingen voor eenheden van de Nederlandse krijgsmacht. Indien noodzakelijk worden meteorologen van de JMG mee uitgezonden op een oefening of missie. Zo heeft de - destijds nog - LMG langdurig meteorologen uitgezonden naar de Balkan en sinds 2006 naar Afghanistan.
Meteo personeel werkzaam in de weerkamer van de JMG heeft aparte taken:
- Guidance meteoroloog: deze analyseert en vergelijkt de uitvoer van weerkundige computermodellen zoals van ECMWF, UKMO (vroeger Bracknell) als High Resolution Limited Area Model (HIRLAM).
- Proces meteoroloog: deze maakt verwachtingen voor 24-72 uur vooruit zowel voor Nederland als voor de missie gebieden. Hij wordt daarbij ondersteund door een Centrum Assistent Meteoroloog (CAM).
- Sector meteoroloog: deze ondersteunt samen met de Metbriefers op de vliegbases de inzet van alle Nederlandse toestellen

De afdeling Automatisering zorgt voor het beheer van specifieke computersystemen en Out of Area apparatuur en voor de doorontwikkeling van meteo gerelateerde software. Tevens is het een helpdesk om storingen zo snel mogelijk te verhelpen.
De afdeling Opleidingen kent een diversiteit aan opleidingen. De basis- en voortgezette meteo opleidingen en daarnaast worden diverse cursussen en workshops verzorgd voor uiteenlopende doelgroepen binnen en buiten de krijgsmacht.